# Inarizushi
Un inarizushi (稲荷寿司), parfois écrit 稲荷鮨, ou encore いなり寿司, est une poche de tofu frit (aburaage), vinaigré et sucré, et remplie de riz, ainsi que de divers autres ingrédients selon les recettes.

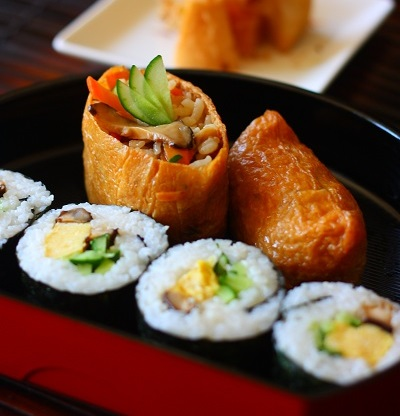
Inarizushi fourré de divers produits aux côtés de makizushi.

Son nom provient du dieu shinto Inari, qui est censé avoir un faible pour le tofu frit. Si la poche est la plupart du temps faite de tofu, il existe des variations régionales à base d'omelette fine fukusa-zushi (帛紗寿司), ou chakin-zushi (茶巾寿司). Il ne doit pas être confondu avec le inarimaki, qui est un maki fourré au tofu frit.

## Histoire
Les inarizushis sont consommés depuis l'époque Edo au Japon. En 1837, l'écrivain Kitagawa Morisada commence à publier une encyclopédie illustrée avec une série de dessins intitulés Morisada Manko ; il mentionne en 1852 que les inarizushi sont originaires de Nagoya dans la province d'Owari.